# 榎戸耕史
榎戸 耕史（えのきど こうじ、1952年 - ）は、日本の映画監督である。

## 経歴
1952年、茨城県に生まれる。上智大学文学部を卒業。数々の相米慎二監督作品他、崔洋一、井筒和幸、根岸吉太郎監督などの下、セントラルアーツ作品を中心に助監督を務める。1988年、セントラルアーツ、日本テレビ制作の劇場映画『・ふ・た・り・ぼ・っ・ち・』で映画監督デビューを果たす。2000年以降はテレビ作品で活躍。2007年、桜美林大学総合文化学群教授に就任する。

## フィルモグラフィー

### 映画
- ションベン・ライダー（1983年） - 助監督
- 魚影の群れ（1983年） - 助監督
- さらば箱舟（1984年） - 助監督
- 晴れ、ときどき殺人（1984年） - 助監督
- ラブホテル（1985年） - 助監督
- 台風クラブ（1985年） - 助監督
- ウホッホ探険隊（1986年） - 助監督
- ・ふ・た・り・ぼ・っ・ち・（1988年） - 監督
- …これから物語 〜少年たちのブルース〜（1988年） - 監督
- 彼女はピカソを愛してる(1989年)-監督
- ありふれた愛に関する調査（1992年） - 監督
- J・MOVIE・WARS 殺し屋アミ（1993年） - 監督
- Zero WOMAN 警視庁0課の女（1995年） - 監督・脚本
- 渇きの街（1997年） - 監督
- 刑務所の中（2002年） - 出演
- アンテナ（2004年） - 出演
- ニワトリはハダシだ（2004年） - 製作・出演
- やがて水に歸る(2017年)　- 監督

### オリジナルビデオ
- B面の夏（1995年） - 監督
- 現金狩り 最終出口（1999年） - 監督（主演、竹内力、脚本、永原秀一）

### テレビ
- 恐怖（1983年）‐助監督（監督、崔洋一、製作、セントラルアーツ）
- 逆転の夏（2001年）‐ 監督（主演、佐藤浩市、製作、TBS、アミューズ）
- 密室の抜け穴（2003年）‐ 監督（主演、石橋凌）
- 京都迷宮案内（2007年‐2008年）‐ 監督
- 二重裁判（2009年） - 監督
- 他人の家（2010年） - 監督
- 「逆光」～保護司笹本邦明の奔走 (2014年)　- 監督
- 永遠の時効（2014年）- 監督
- 陰の季節（2016年） - 監督（主演、仲村トオル）
- 刑事の勲章（2016年） - 監督（主演、仲村トオル）

## 関連人物
•　黒澤満（プロデューサー、セントラルアーツ代表取締役社長）
•　相米慎二（映画監督）
•　崔洋一（映画監督）
•　丸山昇一（脚本家）
•　今村治子（スクリプター）
•　仲村トオル
•　伊武雅刀
•　長谷川康（助監督、監督）
•　伊地智啓（プロデューサー）
•　浜田毅（撮影監督）